# Гулдарська гребля
Гулдарська гребля — гідротехнічна споруда в Узбекистані.
У 2016 році в Яккабазькому районі ввели в дію греблю Гулдара, що передусім виконує функцію захисту від селів. При цьому вона утворює водосховище з об'ємом 3 млн м3, а тому додатково має забезпечувати зрошення 400 гектарів земель.
У межах проєкту перекрили одну з річок, що стікає з північного схилу Яккабазького хребта. Це ліва притока Карабагдар'ї — одного з двох русел, на які після виходу на рівнину Шахрисабзької оази розділяється Яккабагдар'я (Карабагдар'я тече на захід уздовж Яккабазького хребта та в підсумку впадає ліворуч до Кашкадар'ї). Гребля виконана як насипна споруда шириною понад три сотні метрів.